# Rożnowo (województwo zachodniopomorskie)
Rożnowo (niem. Rosenfelde) – osada w Polsce położona w województwie zachodniopomorskim, w powiecie gryfińskim, w gminie Banie.
W 2003 r. osada miała 210 mieszkańców.
W latach 1975–1998 miejscowość położona była w województwie szczecińskim.

## Zabytki
- park pałacowy, XIX, nr rej.: A-949z 2.10.1978, pozostałość po pałacu